# Minamoto no Mitsumasa
Minamoto no Mitsumasa filho de Minamoto no Tsunemoto, foi um samurai Período Heian que deu origem ao Clã Suwa 
Diz uma lenda que quando Mitsumasa estava sofrendo de uma doença grave, recebeu uma mensagem divina de Yakushi-nyorai (Buda da Medicina), e foi curado de sua doença ao imergir seu corpo e beber a água carbonada da fonte Shio-no-yu Onsen .